# Aldgate East (métro de Londres)
Pour les articles homonymes, voir Aldgate.
Aldgate East (prononcez [ˈɒ(l)dgejt ɪːst]) est une station des lignes : District line et Hammersmith & City line, du métro de Londres, en zone 1. Elle est située Whitechapel High Street, à Aldgate sur le territoire du Borough londonien de Tower Hamlets.
Attention à ne pas la confondre avec la station Aldgate.

## Situation sur le réseau
Sur la District line elle se trouve entre les stations Tower Hill et Whitechapel. Sur Hammersmith & City line elle se trouve entre les stations Liverpool Street et Whitechapel.

## Histoire
La station Aldgate East est mise en service le 6 octobre 1884 sur la partie Est de l'extension de la ligne Metropolitan District Railway (maintenant appelée District line). Elle était située à côté de la station Aldgate, sur le Metropolitan Railway.
Lorsqu'il fut décidé de relier ces deux réseaux pour les trajets vers l'Est de l'agglomération, un virage très serré précédait l'arrivée dans Aldgate East, où les rails devaient être droits. Il fut donc décidé, lors du New Works Programme (en) de déplacer légèrement la station à l'est de son emplacement original, afin de pouvoir élargir le virage. La station à l'est du nouvel emplacement, St Mary's (Whitechapel Road) était désormais trop proche de Aldgate East : elle fut donc fermée et une sortie supplémentaire ajoutée dans la partie la plus à l'est d'Aldgate East. La nouvelle station est ouverte le 31 octobre 1938.
La station a été conçue pour être entièrement souterraine. Ses accès de chaque côté de la route fournissent aux piétons un moyen de la traverser par en dessous à un endroit où cela s'avérait nécessaire. Cependant, pour respecter les contraintes d'espace que cet aménagement entraînait, en comprenant les quais en bas, la voie existante dut être abaissée de quelques décimètres. Pour réaliser cet ouvrage, tout en maintenant la ligne en exploitation durant le jour, le remblai fut excavé tandis que la voie était soutenue par des poutres de bois. Lorsque l'excavation fut achevée, une armée de plus de 100 ouvriers fit descendre la voie d'un seul tenant, en une nuit, utilisant des crochets ?? (overhead hooks) pour suspendre les rails à certains endroits. Ces crochets sont d'ailleurs toujours présents. Bien que la station soit construite intégralement sous une rue d'une bonne largeur, et à un moment où le béton était déjà employé comme matériau de construction, les quais ont un plafond particulièrement haut. De plus, la réalisation des carrelages est typique des années 1940, ce qui donne aux quais, avec ces hauts plafonds, une station particulièrement aérée et d'apparence accueillante, inhabituelle dans le métro à l'époque.

## À proximité
- Aldgate